# Segue 2
Segue 2 is een dwergsferoïdaal sterrenstelsel in het sterrenbeeld Ram en werd in 2009 ontdekt op basis van gegevens verkregen door Sloan Digital Sky Survey. Het sterrenstelsel bevindt zich op een afstand van ongeveer 35 kiloparsecs (110.000 lichtjaar) van de zon en beweegt zich met een radiële snelheid van 40 kilometer per seconde naar de zon toe. Het stelsel is geclassificeerd als een dwergsferoïdaal sterrenstelsel (dSph), wat betekent dat het een ongeveer ronde vorm heeft met een effectieve straal (het gebied waarbinnen de helft van het licht wordt uitgezonden) van ongeveer 34 parsec.
Het sterrenstelsel bestaat slechts uit ongeveer 1.000 sterren.
De naam is te danken aan het feit dat het werd gevonden door het SEGUE-programma, de Sloan Extension for Galactic Understanding and Exploration.
Segue 2 is een van de kleinste en zwakste satellietsterrenstelsels die zich nabij de Melkweg bevinden — de totale lichtkracht is ongeveer 800 keer die van de zon (met een absolute zichtbare magnitude van ongeveer −2,5), wat veel minder is dan de lichtkracht van de meerderheid van alle bolvormige sterrenhopen. Daarentegen is de massa van het stelsel ongeveer 550.000 zonnemassa's, wat behoorlijk is, vergeleken met de korresponderende massa-lichtkracht ratio van zo'n 650.
De sterrenpopulatie van Segue 2 bestaat voornamelijk uit oude sterren die meer dan 12 miljard jaar geleden zijn gevormd. De metalliciteit van deze oude sterren is ook erg laag bij [Fe/H] < −2, wat betekent dat ze minstens 100 keer minder zware elementen bevatten dan de zon. De sterren van Segue 2 behoorden waarschijnlijk tot de eerste sterren die zich in het universum vormden. Momenteel is er geen stervorming meer in Segue 2.
Segue 2 bevindt zich nabij de rand van de Sagittarius-stroom en op dezelfde afstand. Mogelijk was het ooit een satelliet van de Sagittarius Dwarf Elliptical Galaxy of een sterrenhoop daarvan.
In juni 2013 meldde de Astrophysical Journal dat Segue 2 gravitatief gebonden is door donkere materie.